# Hemiphyllodactylus harterti
Espèce
Synonymes
- Lepidodactylus harterti Werner, 1900

Hemiphyllodactylus harterti est une espèce de geckos de la famille des Gekkonidae.

## Répartition
Cette espèce est endémique du Perak en Malaisie.

## Étymologie
Cette espèce est nommée en l'honneur de Ernst Hartert.

## Publication originale
- Werner, 1900 : Beschreibung einiger noch unbekannter neotropischer und indischer Reptilien. Zoologischer Anzeiger, vol. 23, p. 196-198 (texte intégral).